# Bottnaryds urskog
Bottnaryds urskog är ett naturreservat i Bottnaryds socken i Jönköpings kommun i Småland (Jönköpings län).
Bottnaryds urskog blev kyrkoreservat 1950. Länsstyrelsen ombildade det till naturreservat 1969. Det utvidgades 2004 och omfattar 38 hektar. Det är beläget strax öster om Bottnaryds tätort och består av mycket barrskog.
I området finns även en högmosse och en liten göl. Delar av skogen växer på en rullstensås. De gamla tallarna är ända upp till 400 år gamla och granarna upp till 200 år. Det förekommer död ved i form av omkullfallna träd och torrakor. På träden växer mängder av olika svampar, mossor och lavar. Exempel är ullticka, gränsticka, gropticka, garnlav, talltagel, kattfotslav och gränsticka. I övrigt finns intressanta insekter, älg, rådjur och rikligt med fåglar.

## Galleri

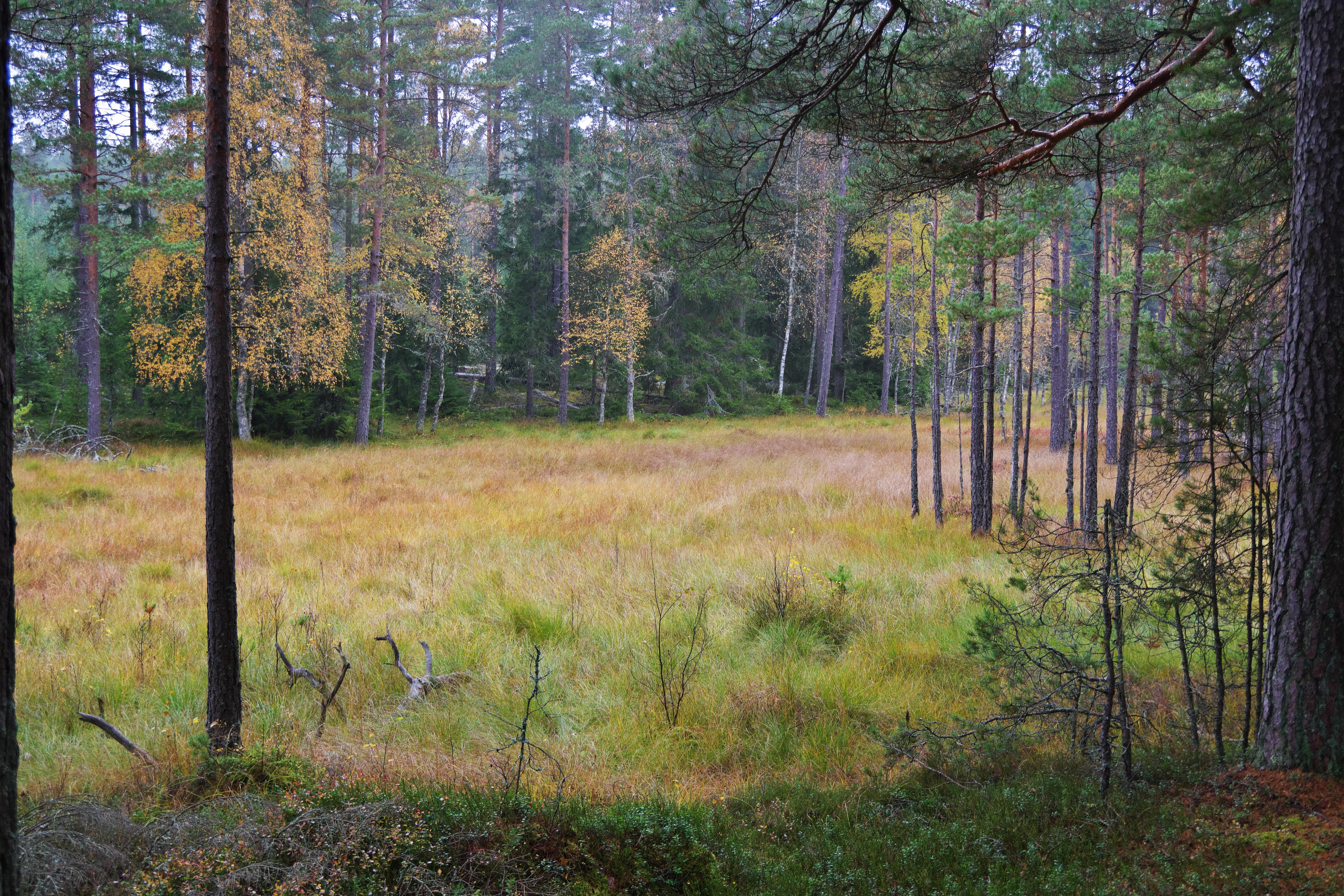
I reservatet finns en tallbevuxen högmosse.
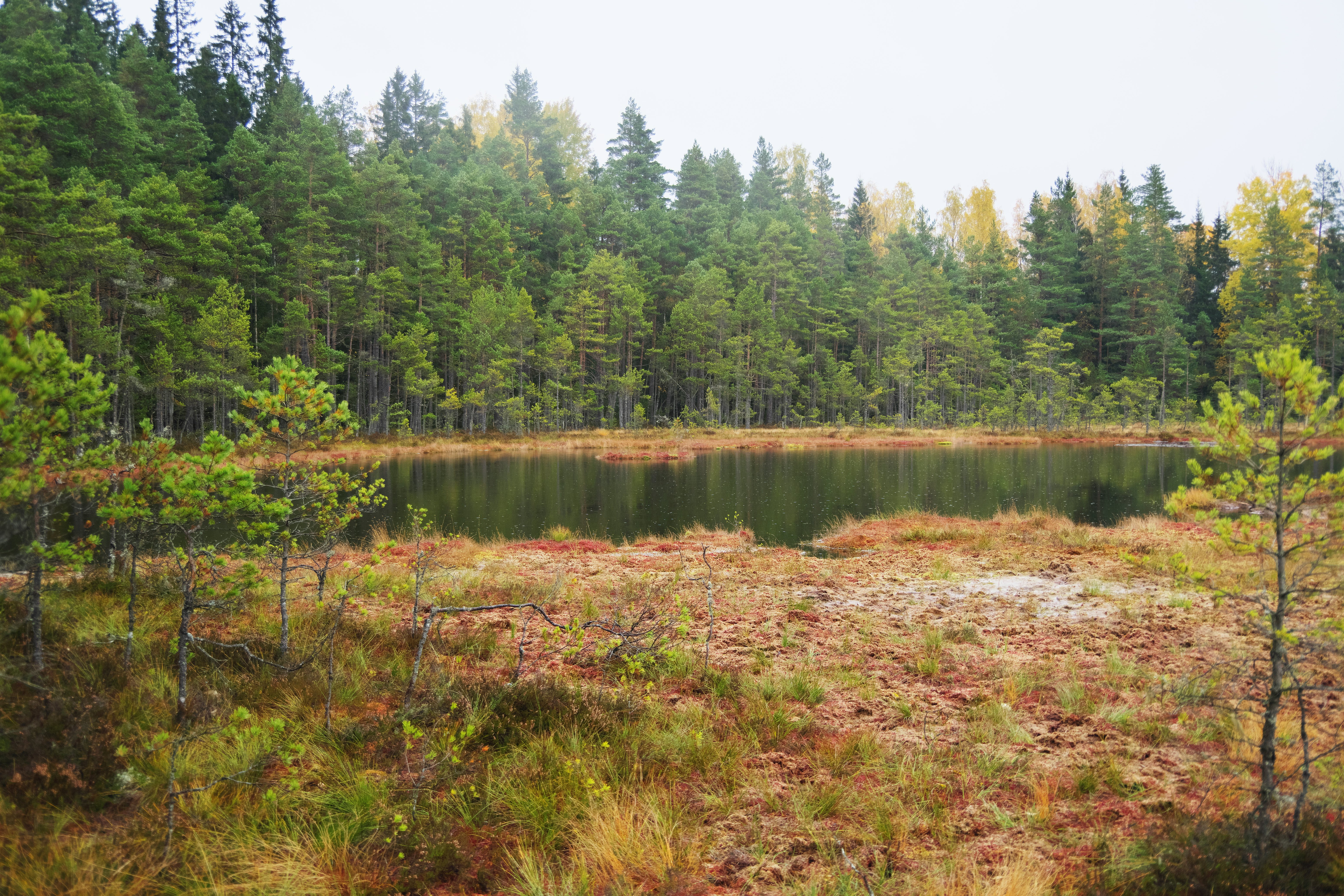
Naturreservatet har en mindre sjö.
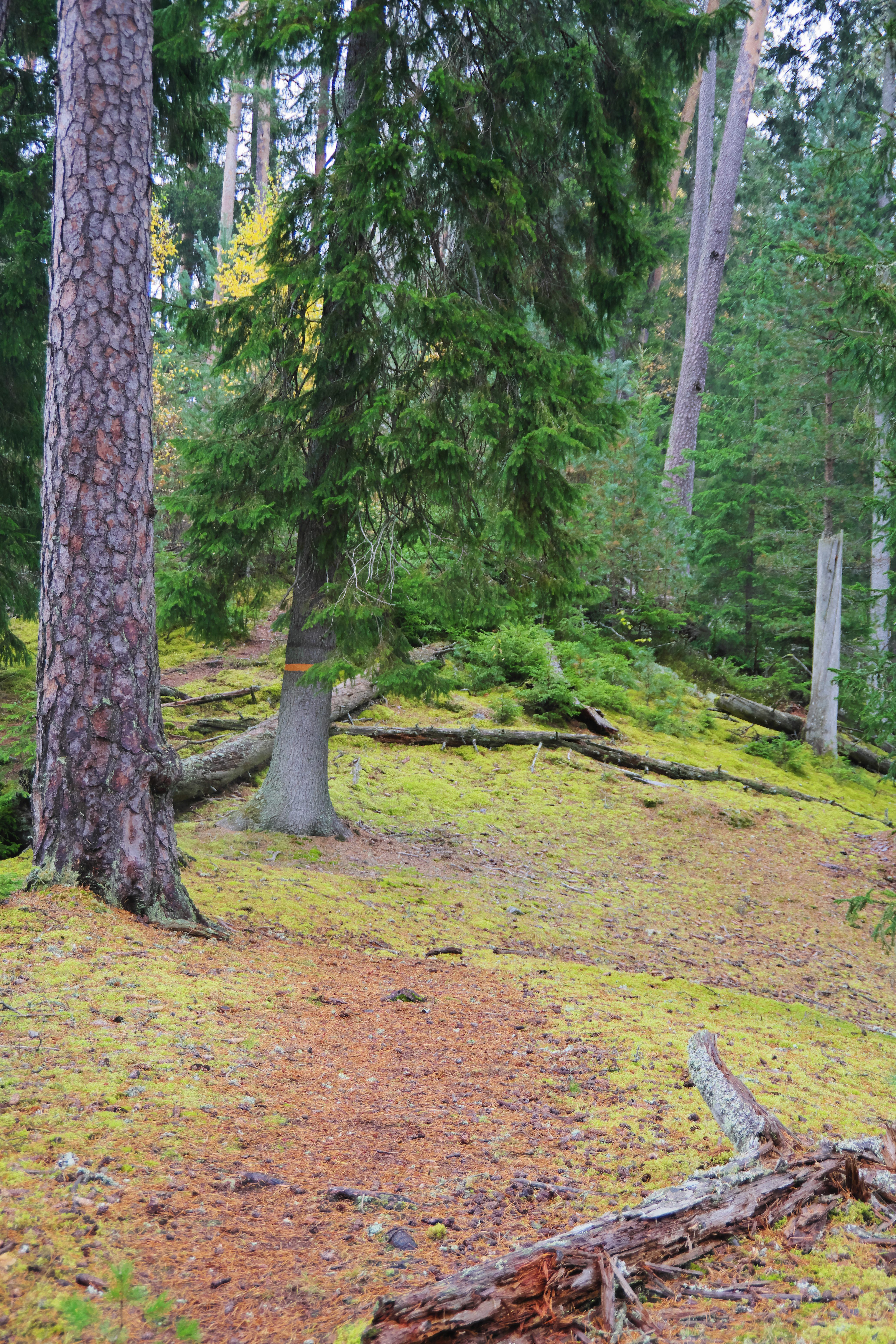
Genom urskogen går en vandringsled.
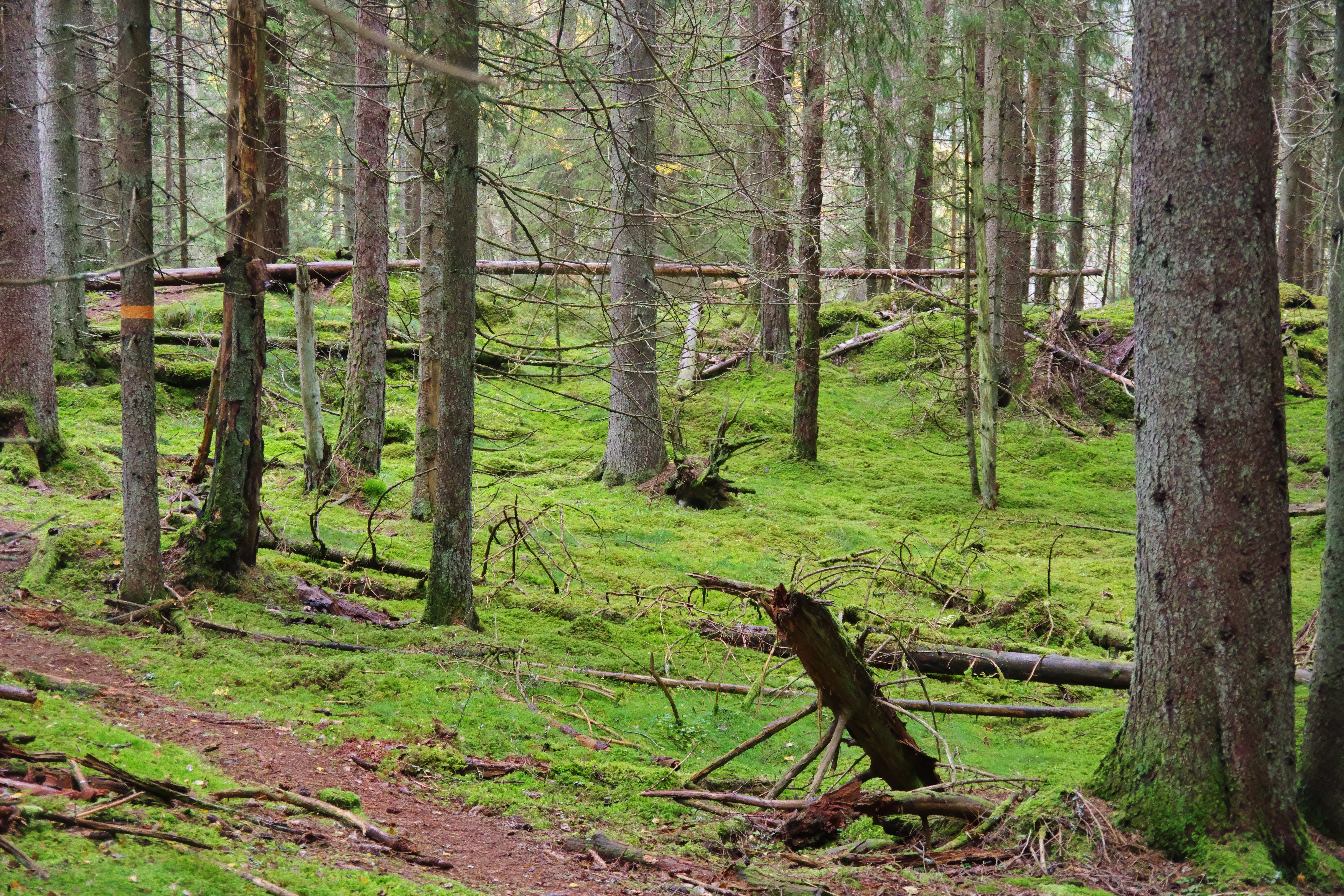
Skogen har gott om död ved.
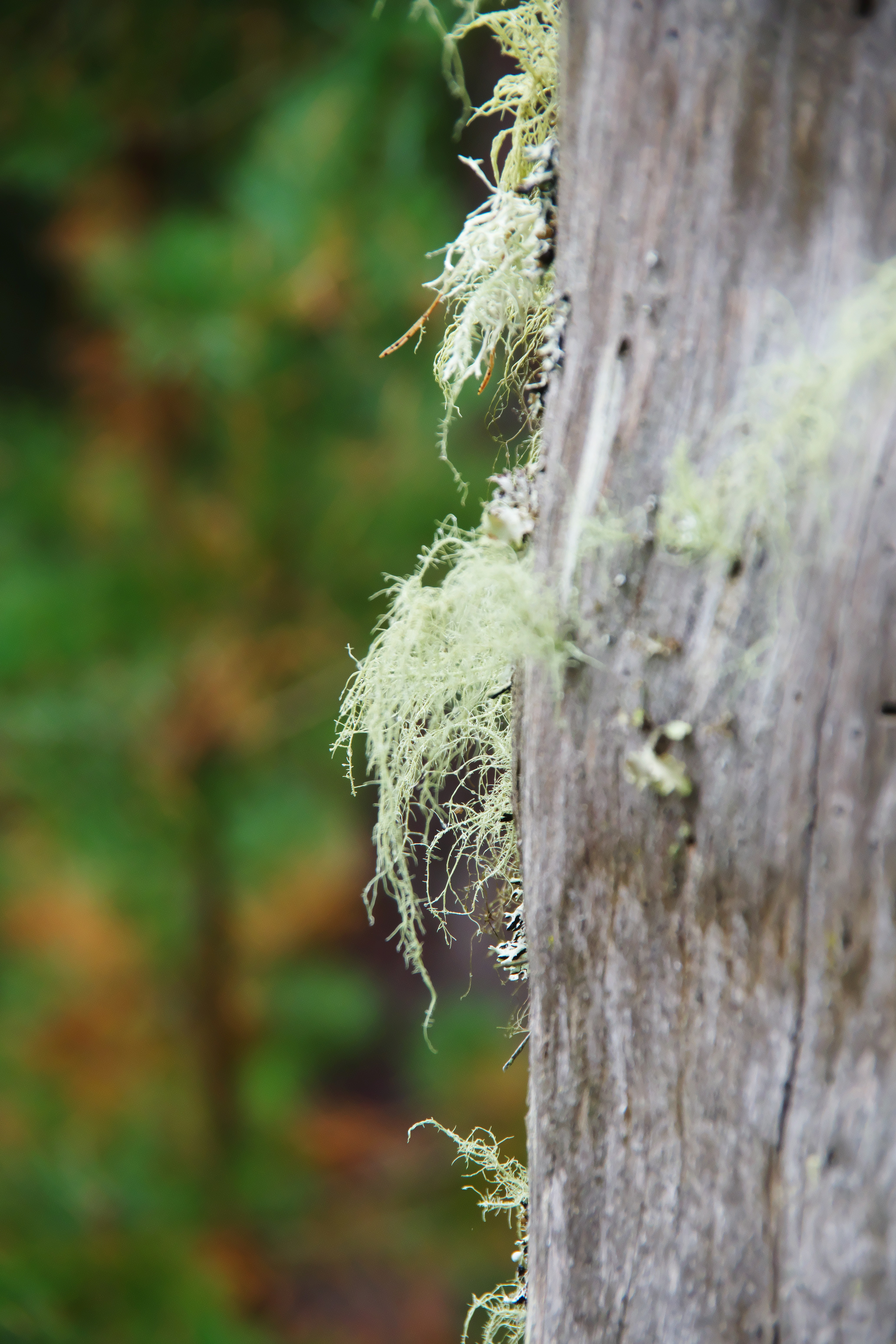
Lavbevuxen trädstam.